# カレン・ハチャトゥリアン
カレン・スレノヴィチ・ハチャトゥリアン （露: Карэн Суренович Хачатурян, Karén Surenovich Khachaturian, 1920年9月19日 - 2011年7月19日）は、ロシア生まれのアルメニア系作曲家。

## 経歴
著名な作曲家アラム・ハチャトゥリアンの甥。父スレンはアラムの兄で、ソビエト演劇劇場の演出家であり作曲家でもあった。モスクワに生まれ、8歳でモスクワ市立グネーシン記念音楽専門学校、オリガ・グネーシナのピアノ科に入学。その後叔父の激励を受け1938年にモスクワ音楽院に入学し、叔父の親友ショスタコーヴィチ、およびミャスコフスキーに師事して作曲を学んだ。第二次世界大戦中の休学をはさんで1949年に同校を卒業し、プロの作曲家としてのキャリアをスタートした。1952年には母校モスクワ音楽院で管弦楽法の教師となった。1991年時点で同校教授。

## 作品
レオニード・コーガンに献呈された『ヴァイオリン・ソナタ ト短調』作品1（1947年）や『チェロ・ソナタ』（1966年）、『弦楽三重奏曲』（1984年）などの調的な作品で知られ、特にヴァイオリン・ソナタはヤッシャ・ハイフェッツによって録音されたことにより西側でも幅広く知られるに至った。そのほかに、ダヴィッド・オイストラフやムスティスラフ・ロストロポーヴィチ、ヴラディミール・ヤンポリスキーらも彼の作品を取り上げている。ソマリアの国歌もカレンの作品である（1972年）。
旧ソ連時代にはボリショイ・バレエ団の新作バレエ作品 『チッポリーノ』（1977年）の作曲を担当したほか、映画音楽の分野でも活躍した。また指揮者（モスクワ放送交響楽団、ソビエト放送交響楽団）、ピアノ奏者としても活動し、自作や叔父の作品の録音がある。